# Associação Regional de Futebol de Santiago Sul
A Associação Regional de Futebol de Santiago Sul (ARFSS) é o organismo, filiado à Federação Cabo-Verdiana de Futebol (FCF), que tutela as competições, clubes e atletas do sul de ilha de Sanitago.

## História
A ARFSS foi fundada em 1988. Hoje consiste-se 22 clubes. Aproximamente doizes clubes foi registrado e presentamente não disputado uma jogo.

## Clubes afiliados
- Associação Académica da Praia - Praia
- Associação Desportiva do Bairro (ADESBA) - Craveiro Lopes (ou Bairro Novo do Oeste), bairro da Praia
- GDRC Delta
- Benfica da Praia (Benfiquinha)
- Boavista Futebol Clube - Praia
- Celtic - Achadinha de Baixo, bairro da Praia
- Desportivo da Praia
- AD Ribeira Grande
- Tchadense - Achada de Santo António, bairro da Praia
- AD Tira Chapéu
- Sporting Clube da Praia - Praia
- Clube Desportivo Travadores - Praia
- Unidos do Norte - Achada Grande Tras - bairro da Praia
- Varanda - Achadinha de Baixo, bairro da Praia - absente
- Vilanova (ou Vila Nova)
- Vitória FC

### Clubes absentes e antigas
- Associação Juvenil Black Panthers
- Andorinha - São Domingos (retirado após transferado ver Zona Sul da ilha)
- Avenida 77
- Inter-Vila (da Praia)
- Jentabus
- Lapaloma
- ADRC Prédio
- Paiol
- Praia Rural

## Competições
A Associação Regional de Futebol de Santiago Sul organiza os Campeonatos Regionais de Futebol, Basquete  e Futsal para todos os escalões etários: Seniores, Juniores e Juvenis. Desde 2018, o setor de basquete foi relinquado e junto com ARBSN (Associação Regional de Basquete de Santiago Norte) e recriado o Associação Regional de Basquete de Santiago.